# Paraembolides grayi
Paraembolides grayi là một loài nhện trong họ Hexathelidae. Loài này phân bố ở Nieuw-Zuid-Wales.